# ولفگانگ نف
ولفگانگ نف (انگلیسی: Wolfgang Neff; ۸ سپتامبر ۱۸۷۵ – after November 1936) کارگردان فیلم اهل اتریش بود. او بین سال‌های ۱۹۲۰ و ۱۹۳۰ ،۵۰ فیلم کارگردانی کرد. او در پراگ، بوهم، اتریش-مجارستان (جمهوری چک کنونی) به دنیا آمد.